# ISO 3166-2:RW
ISO 3166-2:RW és el subconjunt per a Ruanda de l'estàndard ISO 3166-2 publicat per l'Organització Internacional per a l'Estandardització (ISO) que defineix els codis de les principals subdivisions administratives.
Actualment per Ruanda, ISO 3166-2 codis són definits per 1 ajuntament i 4 províncies. L'ajuntament Kigali és la capital del país i té un estatus especial al mateix nivell que les províncies.
Cada codi es compon de dues parts separades per un guionet. La primera part és RW, l'ISO 3166-1 alfa-2 codi de Ruanda. La segona part és dos dígits:
- 01: ajuntament
- 02–05: províncies

## Codis actuals
Els noms de subdivisió són llistats en la publicació de l'ISO 3166-2 estàndard realitzada per l'agència de Manteniment (ISO 3166/MA).
Clica en el botó de l'encapçalament per ordenar cada columna.
| Codi  | Nom de subdivisió (en) | Nom de subdivisió (fr, rw) | Categoria de subdivisió |
| ----- | ---------------------- | -------------------------- | ----------------------- |
| RW-01 | Ville de Kigali        | Ville de Kigal             | Ajuntament              |
| RW-02 | Est                    | Est                        | Província               |
| RW-03 | Nord                   | Nord                       | Província               |
| RW-04 | Ouest                  | Ouest                      | Província               |
| RW-05 | Sud                    | Sud                        | Província               |

## Canvis
Els canvis següents a l'entrada han estat anunciats en newsletters per l'ISO 3166/MA des de la primera publicació d'ISO 3166-2 l'any 1998:
| Newsletter                                                                                    | Data d'emissió | Descripció de canvi en newsletter          | Canvi/de Subdivisió del codi                                                      |
| --------------------------------------------------------------------------------------------- | -------------- | ------------------------------------------ | --------------------------------------------------------------------------------- |
| http://www.iso.org/iso/iso_3166-2_newsletter_i-8_en.pdf Arxivat 2012-03-30 a Wayback Machine. | 2007-04-17     | Modificació de l'estructura administrativa | Traçat de subdivisió : 12 prefectures (Mirar a sota) → 1 ajuntament, 4 províncies |

### Codis abans de Newsletter jo-8
| Codi  | Nom de subdivisió |
| ----- | ----------------- |
| RW-C  | Butare            |
| RW-jo | Byumba            |
| RW-E  | Cyangugu          |
| RW-D  | Gikongoro         |
| RW-G  | Gisenyi           |
| RW-B  | Gitarama          |
| RW-J  | Kibungo           |
| RW-F  | Kibuye            |
| RW-K  | Kigali-Rural      |
| RW-L  | Kigali-Ville      |
| RW-M  | Mutara            |
| RW-H  | Ruhengeri         |